# Hirwaun
Hirwaun est un village et une communauté du borough de comté de Rhondda Cynon Taf, au pays de Galles.

## Géographie
Hirwaun est situé dans la haute vallée de la Cynon, à 6 km en amont de la ville d'Aberdare.

## Démographie
Au recensement de 2011, la communauté de Hirwaun comptait 4 990 habitants.

## Chapelles non-conformistes
Il y a plusieurs chapelles non-conformistes à Hirwaun : 
- la chapelle de Ramoth, chapelle baptiste
- la chapelle de Nebo, congrégationaliste
- la chapelle de Soar, méthodiste